# Crenulaspidiotus sinuatus
Crenulaspidiotus sinuatus är en insektsart som först beskrevs av Ferris 1941.  Crenulaspidiotus sinuatus ingår i släktet Crenulaspidiotus och familjen pansarsköldlöss.
Artens utbredningsområde är Panama. Inga underarter finns listade i Catalogue of Life.